# Allogymnopleurus sericeicollis
Allogymnopleurus sericeicollis là một loài bọ cánh cứng trong họ Bọ hung (Scarabaeidae).